# 国際連合安全保障理事会決議63
国際連合安全保障理事会決議63（こくさいれんごうあんぜんほしょうりじかいけつぎ63、英: United Nations Security Council Resolution 63, UNSCR63）は、1948年12月24日に国際連合安全保障理事会で全会一致で採択された決議。インドネシア情勢に関して、同国大統領スカルノなどの釈放を求めるもの。

## 概要
国連調停委員会（Committee of Good Offices）の報告に応えて、理事会は当事国に対し、敵対行為を停止し、1948年12月18日以降に逮捕されたインドネシア共和国大統領およびその他の政治犯を釈放するよう求めた。
オランダは1948年12月11日に和平会談決裂を宣言、8月4日に国際連合安全保障理事会決議27に基づいてなされた休戦を破って12月19日に共和国領内への全面攻勢を開始し、臨時首都ジョグジャカルタを陥落させ、スカルノと首相兼副大統領のモハマッド・ハッタ、そして閣僚の大半を逮捕しバンカ島に幽閉していた。
理事会はさらに、1948年12月12日以降に発生した出来事について電信で完全かつ緊急に報告し、関係者の要求への準拠について評議会に報告するよう委員会に指示した。
決議は7票の賛成で採択されたが、ベルギー、フランス、ウクライナ・ソビエト社会共和国 、ソビエト連邦は棄権した。

## 詳細
以下はその和訳。
安全保障理事会は
インドネシアにおける敵対行為の再開に懸念を表明し、
調停委員会の報告書に留意し、
1. 当事者に次のことを求める。
(a) 敵対行為を直ちに停止すること。
(b) 1948年12月18日以降に逮捕されたインドネシア共和国大統領およびその他の政治犯を直ちに釈放すること。

2. 1948年12月12日以降にインドネシアで発生した事象を電信で安全保障理事会に完全かつ緊急に報告し、上記（a）および（b）項の遵守状況を監視し、安全保障理事会に報告するよう善意の委員会に指示する。